# Establo Kataonami

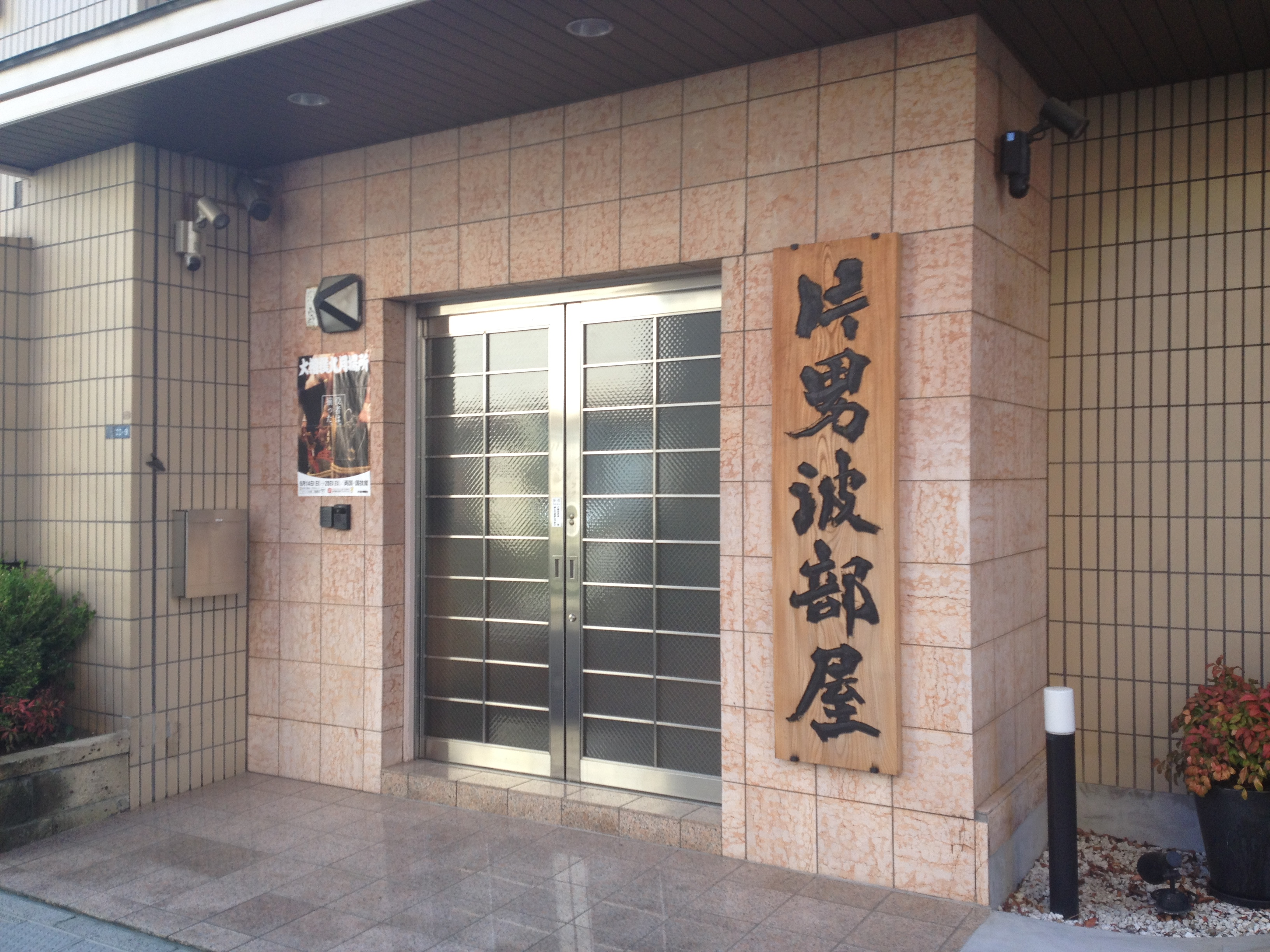
Entrada principal del Establo Kataonami

El Establo Kataonami (片男波部屋, Kataonami-beya) es un establo de entrenamiento de sumo profesional. El establecimiento forma parte del ichimon Nishonoseki. Fue fundado en 1961 por el ex sekiwake Tamanoumi tras independizarse del establo Nishonoseki. El ex sekiwake Tamanofuji asumió el control del establo tras el fallecimiento de Tamanoumi en 1987. En febrero de 2010, Tamanofuji le entregó el control del establo a otro ex sekiwake, Tamakasuga, permaneciendo en el establo bajo el nombre de maestro/anciano Tateyama. Para enero de 2023, el establo poseía un total de cuatro luchadores activos. Tras el torneo de marzo de 2023, el establo logró posicionar a un luchador en la división jūryō desde que Tamakasuga asumió el control, siendo Tamashōhō el nuevo sekitori desde Tamawashi en enero de 2008.

## Historia
El establo Kataonami es conocido por sus ingeniosos métodos de entrenamiento los cuales compensan su poca cantidad de luchadores, como por ejemplo, enfrentar a dos luchadores contra uno solo. En 2023, el establo logró la promoción de su segundo sekitori, el luchador mongol Tamashōhō, destacando en la división makushita del torneo de noviembre de 2022 obteniendo un registro perfecto y derrotando a Asanoyama, un ex ōzeki.

## Nombres de ring
Durante los últimos cuarenta años, casi todos los luchadores de este establo han adoptado nombres de ring o shikona con el prefijo "Tama" (玉), significando bola o esfera, y extraído del primer carácter de los nombres de cada uno de los maestros que han liderado el establo.

## Dueños
- 2010–presente: El décimo cuarto (14°) Kataonami Ryōji (iin, ex sekiwake Tamakasuga)
- 1987–2010: El décimo tercer (13°) Kataonami Daizō (ex sekiwake Tamanofuji)
- 1961–1987: El décimo segundo (12°) Kataonami Taketarō (ex sekiwake Tamanoumi)

## Luchadores activos destacados
- Tamawashi (mejor rango: sekiwake)
- Tamashōhō (mejor rango: maegashira)

## Entrenadores
- Kumagatani Daisuke (ex maegashira Tamaasuka)

## Exluchadores destacados
- Tamanoumi (el quincuagésimo primer (51°) yokozuna)
- Tamakasuga (ex sekiwake)
- Tamanofuji (ex sekiwake)
- Tamanoshima (ex sekiwake)
- Tamakiyama (ex komusubi)
- Tamaryū (ex komusubi)
- Tamaarashi (ex maegashira)
- Tamakairiki (ex maegashira)
- Tamarikidō (ex maegashira)
- Tamaasuka (ex maegashira)

## Yobidashi
- Kōhei (makushita yobidashi, de nombre real: Oyama Kōhei)

## Tokoyama
- Tokoshin (tokoyama de tercera clase)

## Ubicación y acceso
Ishihara 1-33-9, barrio especial de Sumida, Tokio. A 15 minutos caminando desde la Estación Ryōgoku (Línea Sōbu)